# Brachymeles dalawangdaliri
Brachymeles dalawangdaliri — вид сцинкоподібних ящірок родини сцинкових (Scincidae). Ендемік Філіппін.

## Поширення і екологія
Brachymeles dalawangdaliri мешкають на островах Таблас і Сібуян в групі островів Ромболон. Вони живуть у вологих рівнинних тропічних лісах, в пухкому ґрунті, серед опалого листя і гнилої деревини. Зустрічаються на висоті від 10 до 939 м над рівнем моря.